# William Ernest Johnson
William Ernest Johnson   (Cambridge, 23 de juny de 1858 - Northampton, 14 de gener de 1931) va ser un matemàtic i filòsof anglès.

## Vida i Obra
Johnson va néixer a Llandaff House, la casa on tenia la seu una coneguda escola, de la qual van ser propietaris i directors diferents membres de la família Johnson des de 1823 fins a 1925. El 1879 va ingressar al King's College, Cambridge on es va graduar el 1882. Els dinou anys següents va exercir diferents tasques temporals a la universitat de Cambridge, fins que el 1902 va ser nomenat fellow del King's College, on va estar donant classes fins començaments de 1930 en què ho va deixar per malaltia. Entre els seus alumnes es compten Keynes, Ramsey i Wrinch. Va morir l'any següent de deixar les classes al hospital St. Andrews de Northampton.
Johnson és recordat pel seu llibre Logic, publicat en tres volums (1921, 1922 i 1924). De totes maneres la seva influència es va donar més a les seves classes i converses privades que en els seus pocs escrits. D'especial interès són els seus articles sobre probabilitat i teoria econòmica, especialment, sobre corbes d'indiferència.